# Шаттуара II
Шаттуара II (д/н — між 1270 до н. е. і 1263 до н. е.) — останній цар Мітанні близько 1280—1270 до н. е.

## Життєпис
Родинні стосунки з попередніми царями є дискусійними. За різними гіпотезами був сином, небожем, братом або стрийком царя Васашатти. Здобув владу близько 1280 року до н. е.
Продовжив політику на відновлення кордонів Мітанні та її незалежності від Ассирії. Для цього зміцнив союз з Хеттським царством. Також до союзу проти Ассирії залучив плем'я ахламу (арамеїв). Втім у вирішальній й вкрай запеклій битві проти ассирійського царя Шульману-ашареда I, що сталася між 1270 або 1263 роками до н. е., мітаннійці та їхні союзники зазнали нищівної поразки. Ймовірно, Шаттуара II загинув, а Мітанні було приєднано до Ассирії.